# Черните лебеди (филм)
„Черните лебеди“ е български игрален филм (драма) от 1984 година, по сценарий и режисура на Иван Ничев. Оператор е Ришард Ленчевски. Създаден е по повестта „Черните лебеди“ на Богомил Райнов. Музиката във филма е композирана от Божидар Петков.
Филмът е сниман в София.

### Актьорски състав
| Изпълнител        | Роля                       |
| ----------------- | -------------------------- |
| Диана Райнова     | Виолета                    |
| Зорница Младенова | Виолета като дете          |
| Доротея Тончева   | Мими                       |
| Тодор Колев       | бащата на Виолета, цигулар |
| Леда Тасева       | педагожката                |
| Ирина Стоянова    |                            |
| Любен Чаталов     | Петър Атанасов архитект    |
| Христо Гърбов     | Сашо фотограф              |
| Петър Деспотов    | Пламен                     |
| Иван Янчев        | директорът                 |
| Андрей Чапразов   | корепетиторът              |
| Минка Сюлеймезова | лелята на Виолета          |
| Валентин Ганев    |                            |
| Нина Петровска    |                            |
| Донка Шишманова   |                            |
| Марис Лиепа       |                            |
| Ясен Вълчанов     |                            |